# Fernand Lubet-Barbon
Pour les articles homonymes, voir Barbon (homonymie).
Fernand Lubet-Barbon, né le 13 mars 1857 à Hagetmau et mort le 3 août 1948 à Saint-Cricq-Chalosse, est un médecin et naturaliste français.

## Biographie
Fernand Lubet-Barbon naît le 13 mars 1857 à Hagetmau. Son père, juge de paix dans cette ville, est issu de la famille Lubet-Barbon, famille de notables installée à Mont-de-Marsan à la fin du XVIIIe siècle. Devenu médecin, il se spécialise dans l’otorhinolaryngologie et ouvre à Paris la première clinique spécialisée dans ce domaine. Il est l’auteur de plusieurs mémoires et communications sur le sujet, « dont certains ont été couronnés par la faculté de Médecine ». En parallèle de l’exercice de sa profession, cet « érudit, lettré et ami des arts » s’intéresse aux sciences naturelles.  Commandeur de la Légion d'honneur, il meurt le 3 août 1948 à Saint-Cricq-Chalosse.